# Fan Zhendong
Fan Zhendong (chinês tradicional: 樊振東; Cantão, 22 de janeiro de 1997) é um mesa-tenista chinês. Atualmente está em sexto lugar do ranking mundial da ITTF.

## Estilo de jogo e equipamento
Fan é patrocinado pela Stiga, porém utiliza uma combinação modificada da raquete Butterfly Viscaria com o cabo da Stiga Infinity VPS V. Para o seu forehand, Fan utiliza a DHS Hurricane 3 40° Blue Sponge(Black) e no backhand ele usa a Butterfly Dignics 05(Red).
Um jogador do estilo clássico, Fan 
Zhendong tem um estilo muito ofensivo no ténis de mesa, golpes com muito spin, saques atordoantes e uma direita estrondosa para derrotar os adversários. Como miúdo-maravilha de 16 anos, o estilo de jogo do mesa-tenista é por vezes comparado ao do seu compatriota sénior Ma Long. Os seus duelos contra jogadores seniores na equipe nacional chinesa causaram muita expectativa. A sua postura destemida e as suas técnicas permitem-no desafiar adversários mais quotados e experientes, batendo por vezes jogadores de topo de forma emocionante.

## Conquistas
- Campeonatos Mundiais Junior de Ténis de mesa de 2012:  Campeão em individuais e equipas masculinas, e equipas mistas;  vice-campeão em duplas masculinas[2]
- Pro Tour ITTF 2013 - Polónia:  Campeão masculino (individuais)
- Pro Tour ITTF 2013 - Alemanha:  Campeão masculino (individuais)
- Pro Tour ITTF 2013 - Suécia:  Vice-campeão masculino (individuais)
- Pro Tour ITTF 2014 - Kuwait:  Campeão masculino (individuais)
- Campeonatos Mundiais de Ténis de mesa de 2014:  Campeão masculino (equipas)